# Phytoecia annulicornis
Phytoecia annulicornis là một loài bọ cánh cứng trong họ Cerambycidae.